# Jürgen Ligi
Jürgen Ligi (* 16. července 1959, Tartu) je estonský politik, bývalý ministr zahraničních věcí a člen a vicepředseda liberální Reformní strany. Od 9. dubna 2015 do 12. září 2016 byl ministrem vzdělávání a výzkumu ve vládě Taaviho Rõivase. Předtím působil v letech 2002 až 2005 jako ministr obrany a v letech 2009 až 2014 jako ministr financí.

## Mládí
Po absolvování Druhého tartuského gymnázia v roce 1977 studoval geografii a zahraniční ekonomii na Tartuské univerzitě. Vystudoval také Estonskou obchodní školu. Ligi byl vedoucím pobočky EVEA Pank v Kuressaare, ekonomickým poradcem a obchodním konzultantem vlády venkovské samosprávy farnosti Kaarma, vedoucím kuressaarské regionální kanceláře Estonské obchodní a průmyslové komory, hlavním specialistou Zemědělsko-průmyslového sdružení v Saaremaa a ekonomem Plánovacího institutu Národního plánovacího výboru.

## Politická kariéra

### Poslanec Riigikogu
Ligi byl poslancem Riigikogu od roku 1995 do roku 2005, od roku 2007 do roku 2009 a od roku 2014 do roku 2015.

### Ministr obrany
V letech 2005 až 2007 byl Jürgen Ligi ministrem obrany.

### Ministr financí
Dne 3. června 2009 byl jmenován ministrem financí a o den později složil přísahu. V říjnu 2014 vyvolal kontroverzi tím, že uvedl etnickou příslušnost ministra školství a výzkumu Jevgeniho Ossinovského. Ligi se později omluvil, ale byl donucen k rezignaci na svůj post.

### Ministr vzdělávání a výzkumu
Dne 9. dubna 2015 se stal ministrem školství a výzkumu ve druhé vládě Taaviho Rõivase.

### Ministr zahraničních věcí
Dne 12. září 2016 byl jmenován ministrem zahraničních věcí poté, co se předchozí ministryně Marina Kaljurandová rozhodla odstoupit a kandidovat na prezidentku.

## Osobní život
Jürgen Ligi je synem archeologa Herberta Ligiho. Otcem Jürgenovy matky Reety byl archeolog Harri Moora. Jeho bratr Priit Ligi byl také archeologem; zemřel na výletním trajektu MS Estonia, který se potopil v roce 1994. Jürgenova sestra Katre je vdaná za básníka Hando Runnela. Je také příbuzným básníka Juhana Viidinga a politika Indreka Taranda. Sám Jürgen Ligi je ženatý a má dva syny.